# Patricia Stokkers
Patricia Stokkers (Utrecht, 1 mei 1976) is een voormalig zwemster, die namens Nederland eenmaal deelnam aan de Olympische Spelen: 'Atlanta 1996'.  
In het Georgia Aqua Tech-complex maakte Stokkers, destijds lid van zwemvereniging PSV uit Eindhoven, deel uit van de estafetteploeg op de 4x200 meter vrije slag, die als zesde eindigde in 8.08,48. Haar collega's in die olympische race waren Carla Geurts (startzwemster), Minouche Smit (derde zwemster) en Kirsten Vlieghuis (slotzwemster).
Een jaar eerder, bij de Europese kampioenschappen langebaan (50 meter) in Wenen, won diezelfde aflossingsploeg mét Stokkers de zilveren medaille.